# 浜名湖競艇企業団
浜名湖競艇企業団（はまなこきょうていきぎょうだん）は、静岡県に存在する企業団である。

## 概要
ボートレース浜名湖のモーターボート競走施行に関する事務、競走場の管理並びに浜名湖周辺地域住民の福祉の増進に対し協力する事務を共同処理することを目的とし、湖西市および浜松市により共同設置されている。企業長は、湖西市長および浜松市長が共同で任命する。
規約により公営企業としての事業経営については、地方公営企業法の規定の全部が適用されている。当該事業による収益は、湖西市（旧新居町）に7/17を、浜松市（旧舞阪町・雄踏町分）に10/17を分配することとなっている。
組合の事務所は静岡県湖西市中之郷3727番地の7、ボートレース浜名湖内に設置されている。

## 歴史
浜名湖競艇企業団の歴史は、全国モーターボート競走施行者協議会による文献が詳しい。
- 1951年4月 舞阪町が静岡県に対し競艇場設置の意向を示す。
- 1952年7月 新居町が静岡県に対し競艇場設置の意向を示す。これに対し静岡県は、舞阪・新居の両町に対して共同申請を指示する。
- 1952年8月2日 舞阪・新居の両町が浜名湖モーターボート競走会設立準備委員会を設立、のち間もなく雄踏町がこれに加入する。
- 1953年1月 浜名湖競艇場の設置場所を舞阪町弁天島乙女園に決定し、着工する。
- 1953年3月27日 3町は任意団体である設立準備委員会を解散し、地方自治法に基づいた一部事務組合である浜名湖競艇組合（はまなこきょうていくみあい）を正式に設立する。
- 1953年8月7日 早朝、運輸省（当時）の競走場登録許可が浜名湖競艇組合に与えられる。同日、組合営浜名湖競艇を初開催する。約4,000名の観客が訪れ、9レースが施行された。
- 1967年1月1日 浜名湖競艇組合は地方公営企業法第39条の2に規定する企業団に改組したため、組合の名称を浜名湖競艇企業団に改める。
- 1968年4月3日 浜名湖競艇場が新居町中之郷に移転する。
- 2005年7月1日 舞阪町・雄踏町が周辺8町村と共に浜松市へ編入合併する。浜松市は構成員の立場を継承したため、企業団の構成は新居町との1市1町になる。
- 2010年3月23日 新居町が湖西市へ編入合併する。湖西市は構成員の立場を継承したため、企業団の構成は浜松市との2市になる。

## 企業長
- 鈴木利亨（2021年7月1日～）
- 菅本利隆（2017年7月1日～）
- 鈴木正人
- 藤田源左衛門
- 渡辺守男